# レッスルマニア37
レッスルマニア37 (WrestleMania 37) はWWEが主催するペイ・パー・ビューイベント、かつ年間最大で世界最大のプロレスイベントレッスルマニアの第37回大会。2021年4月10・11日にフロリダ州タンパのレイモンド・ジェームス・スタジアムで開催された。前年に続き2日間開催。公式テーマソングはザ・ウィークエンドの「Save Your Tears」 。

## 概要

### 背景
レッスルマニア37は当初、2021年3月28日にカリフォルニア州イングルウッドのSoFiスタジアムで開催されることが発表され、「WrestleMania Hollywood」として宣伝されていた。ロサンゼルス大都市圏で開催されるのはレッスルマニア21以来で、カリフォルニア州では7回目となる (これまでは2、VII、XII、2000、21、31)予定であったが、WWEは1月16日、当初レッスルマニア36の会場として予定されていたフロリダ州タンパのレイモンド・ジェームス・スタジアムで、2021年4月10日と11日の2日間の開催を正式に発表した。フロリダ州で開催されるのは2年連続5回目となる (これまではXXIV、XXVIII、33、36)。レッスルマニア37では、前回レッスルマニア36と同様に海賊をテーマにしたロゴマークなど多くの宣伝が採用されている。
また、同大会から観客席を解放。新型コロナウイルス感染症の世界的流行から最初有観客のWWEイベントとなった。2月21日、レスリング・オブザーバー・ニュースレターの記者、デイヴ・メルツァーはWWEが各日3万人の観客を動員することを計画していると報告した。
2021年1月25日、WWEはUSAネットワークでマンデー・ナイト・ロウとNXTを放送しているNBCユニバーサルとの新たな契約の一環として、ストリーミングサービスのピーコックが米国におけるWWEネットワークの独占配信者となることを発表した。3月18日より、WWEネットワークはピーコック傘下のプレミアムチャンネルとなり、同サービスのプレミアム加入者は追加料金なしでWWEネットワークへのアクセスが可能となる。レッスルマニア37は、この新しい契約の下で行われる最初のレッスルマニアとなる。これらの変更は、日本を含む米国外のWWEネットワークには影響しない。

### 新型コロナウイルスによる影響
新型コロナウイルスの影響で、WWEは2020年3月中旬にアリーナ公演を全て中止し、ロウとスマックダウンの毎週放送とレッスルマニア36を含めたペイ・パー・ビューをフロリダ州オーランドにあるトレーニング施設、WWEパフォーマンスセンターに移し、無観客且つスタッフも必要不可欠な者のみが参加するようになった。NXTはフロリダ州ウィンターパークのフルセイル大学から放送を続けたが、同様の制限を受けた。8月下旬、WWEはオーランドのアムウェイ・センターに会場を移し、リングの周りにLEDディスプレイを設置してリモート上で観客を動員する『WWEサンダードーム』をスタートさせた。10月、NXTは同様の手法で『キャピトル・レスリング・センター』をスタート、12月には『WWEサンダードーム』をフロリダ州セントピーターズバーグのトロピカーナ・フィールドに移転した。
2020年10月、レスリング・オブザーバー・ニュースレターはWWEがレッスルマニア37の会場をフロリダ州タンパのレイモンド・ジェームズ・スタジアムに変更することを報じた。これは当初予定していたカリフォルニア州では、新型コロナウイルスの状況から、当初予定されていた日に観客を動員してイベントを開催することが出来なかったためである。一方、フロリダ州ではアメリカ疾病予防管理センター (CDC) のガイダンスに従って自主的に定員を制限し続けていながらも、8月下旬にスポーツイベントの定員制限が正式に撤廃された。。ライバル団体のオール・エリート・レスリング (AEW) は、2020年8月下旬からジャクソンビルのデイリーズ・プレイスで、会場定員の15%程度の観客を動員していた。アメリカンフットボールNFLのタンパベイ・バッカニアーズは10月、レイモンド・ジェームス・スタジアムでの試合において、観客を会場定員の25%程度を動員した一方、2021年2月7日に同スタジアムで開催された第55回スーパーボウルでは、公式記録で2万4,835人の観客動員を記録した。
2021年1月16日、WWEはレッスルマニア37がタンパのレイモンド・ジェームズ・スタジアムで開催されること、レッスルマニア36と同様に2021年4月10日、11日の2日間のイベントとなることを正式に発表した。同じく、2022年のレッスルマニア38の会場はテキサス州アーリントンのAT&Tスタジアムで予定されていたため、代わりに2023年のレッスルマニア39をSoFiスタジアムで開催することを発表した。1月19日、ステファニー・マクマホンはTMZスポーツのインタビューで、レッスルマニア37では観客を動員する計画を肯定した。

### ストーリ—

#### RAW
昨年のレッスルマニア36にてブロック・レスナーを倒し、WWE王座を初戴冠したドリュー・マッキンタイア。一度はランディ・オートンに王座を奪われたものの、王者としてRAWを牽引していた。だが2月に行われたElimination Chamber 2021にて、チェンバー戦に勝利し王座防衛かと思われた矢先、Backlash 2020で対戦した前US王者、ボビー・ラシュリーに襲撃を受け、その直後にマネー・イン・ザ・バンクの権利を保持するザ・ミズがキャッシュインし防衛戦を組まれ、敗北。ミズに王座を奪われてしまう。その後ミズからWWE王座を奪取したラシュリーに、マッキンタイアは3月15日のRAWにて「レッスルマニアでは王座を取り戻す」と宣言。本大会にて三度目のWWE王座戴冠を狙う。

#### SmackDown
2011年、レッスルマニアXXVIIの直後、当時世界ヘビー級王者 (現在は廃止) を保持していたエッジは、首の大怪我のために引退と王座返上を余儀なくされた。その後、エッジは2度の首の手術を経て、2020年のロイヤルランブルで9年ぶりにサプライズ復帰を果たし、最後の3人まで残ったが、ユニバーサル王者であるローマン・レインズの前に撃沈。翌年の2021年、エッジはロイヤルランブル2021への参戦を宣言し、再び王座に就くべく男子ロイヤルランブル戦で優勝することを誓い、同イベントでエッジは最も不利な1番手ながらも、優勝を果たし、レッスルマニア37での世界王座挑戦権を獲得した。その翌週には、エッジがロウ、NXT、スマックダウンに登場し、各ブランドの世界王者と対峙した。その後、2月19日放送のスマックダウンで、ユニバーサル王者のレインズがエッジにスピアーを見舞い、エッジに自分を選ぶよう要求。エリミネーション・チェンバー2021ではスマックダウンのWWEユニバーサル王者、ローマン・レインズが王座を防衛した後、今度はエッジが登場してレインズにスピアーを見舞った。その後、彼はレッスルマニアの看板を指差し、エッジがかつてロイヤルランブル2020で、ローマン・レインズに突き落とされた借りを返さんと言わんばかりに、レインズの持つユニバーサル王座への挑戦を選択したことを示した。
女子ロイヤルランブル戦では、スマックダウン所属のビアンカ・ブレアが勝利し、レッスルマニア37で希望する女子世界王座への挑戦権を獲得した。ブレアは、今後数週間かけて各3ブランドの王者と向き合うことを示した。しかし、主に絡んでいたのはWWEスマックダウン女子王者のサーシャ・バンクスである。バンクスはブレアを褒める一方、スマックダウン女子王座を持っていないことを指摘。ブレアの「EST」ギミックを引用して、ベストではないと主張した。ブレアは最終的に2月26日放送のスマックダウンで、バンクスの持つスマックダウン女子王座に挑戦することを決めた。

## 試合結果
第1夜 (4月10日)
| No.                                        | 結果 | 試合形式                                                                             | 時間  |
| ------------------------------------------ | --- | ------------------------------------------------------------------------------------ | ----- |
| 1                                          | ○ボビー・ラシュリー (c) (with MVP) vs. ドリュー・マッキンタイア● | WWE王座戦                                                                            | 18:20 |
| 2                                          | ○ナタリヤ & タミーナ vs. ラナ & ナオミ vs. デイナ・ブルック & マンディー・ローズ vs. ザ・ライオット・スクワッド● (リヴ・モーガン & ルビー・ライオット) vs. ビリー・ケイ & カーメラ | タッグチーム・ターモイル戦 勝利チームは第二夜でWWE女子タッグチーム王座への挑戦権獲得 | 14:15 |
| 3                                          | ○セザーロ vs. セス・ロリンズ● | シングル戦                                                                           | 11:35 |
| 4                                          | ●ザ・ニュー・デイ (コフィ・キングストン & エグゼビア・ウッズ) (c) vs. AJ・スタイルズ & オモス○                                                                                     | WWEロウタッグ王座戦                                                                  | 9:45  |
| 5                                          | ○ブラウン・ストローマン vs. シェイン・マクマホン● | スティール・ケージ戦                                                                 | 11:25 |
| 6                                          | ○バッド・バニー & ダミアン・プリースト vs. ザ・ミズ & ジョン・モリソン● | タッグチーム戦                                                                       | 15:05 |
| 7                                          | ●サーシャ・バンクス (c) vs. ビアンカ・ブレア○ | WWEスマックダウン女子王者戦                                                          | 17:15 |
| - (c) – 試合開始時点でのチャンピオンを指す | |                                                                                      |       |

第2夜 (4月11日)
| No.                                        | 結果                                                                                      | 試合形式                                                            | 時間  |
| ------------------------------------------ | ----------------------------------------------------------------------------------------- | ------------------------------------------------------------------- | ----- |
| 1                                          | ○ランディ・オートン vs. ザ・フィーンド● (with アレクサ・ブリス)                           | シングル戦                                                          | 5:50  |
| 2                                          | ○ナイア・ジャックス & シェイナ・ベイズラー (c) (with レジナルド) vs. ナタリヤ & タミーナ● | WWE女子タッグ王座戦                                                 | 14:20 |
| 3                                          | ○ケヴィン・オーウェンズ vs. サミ・ゼイン● (with ローガン・ポール)                         | シングル戦                                                          | 9:20  |
| 4                                          | ●リドル (c) vs. シェイマス○                                                               | WWE US王座戦                                                        | 10:50 |
| 5                                          | ●ビッグ・E (c) vs. アポロ・クルーズ○                                                      | ナイジェリアン・ドラム・ファイト形式WWEインターコンチネンタル王座戦 | 6:50  |
| 6                                          | ●アスカ (c) vs リア・リプリー○                                                            | WWEロウ女子王座戦                                                   | 13:30 |
| 7                                          | ○ローマン・レインズ (c) (with ポール・ヘイマン) vs. ダニエル・ブライアン vs. エッジ●      | トリプルスレッド形式WWEユニバーサル王座戦                           | 22:40 |
| - (c) – 試合開始時点でのチャンピオンを指す |                                                                                           |                                                                     |       |